# Les Maîtres de l'univers : La Revanche de Skeletor
Pour plus de détails, voir Fiche technique et Distribution.
Les Maîtres de l'univers : La Revanche de Skeletor (He-Man & She-Ra: A Christmas Special en V.O.) est un long-métrage animé américain. Il dure 51 minutes et a été produit par Filmation. Il a été diffusé le 11 septembre 2005 sur Cinefamiz.

## Synopsis
Transporté par accident sur Terre, Orko fait la connaissance de deux enfants durant la période de Noël. Ignorant tout des traditions terriennes, le petit magicien décide d'en savoir plus et de rester pour les festivités. De retour sur Eternia, c'est cette fois au tour des deux enfants qui l'ont aidé d'être piégés sur une planète qui n'est pas la leur. Il faudra toute l'ingéniosité de Musclor mais aussi de She-Ra pour que les deux bambins puissent revenir sain et sauf sur leur planète natale, ce qui ne semble pas chose facile avec les agissements de Hordak et ses sbires mais aussi de Skeletor qui semble s'être assagi au contact de la bonne humeur et l'esprit de fête qui accompagnent les deux enfants.

## Fiche technique
- Titre original : He-Man & She-Ra: A Christmas Special
- Titre français : Les Maîtres de l'univers : La Revanche de Skeletor
- Réalisation : Ernie Schmidt et Bill Reed
- Scénario : Bob Forward et Don Heckman
- Musique : Shuki Levy, Haim Saban et Erika Lane Scheimer
- Montage : Bob Forward, Joe Gall et Rick Gehr
- Graphiste : Connie Schurr
- Supervision de la post-production : Joseph Simon
- Chargé de la production : Joe Mazzuca
- Graphiste : Bob Arkwright
- Supervision des effets visuels : Brett Hisey et Dardo Velez
- Producteur exécutif : Lou Scheimer
- Compagnies de production : Filmation Associates et Mattel
- Compagnie de distribution : Group W Productions
- Pays d'origine :  États-Unis
- Langue : Anglais Mono
- Durée : 51 minutes
- Ratio : 1.33:1
- Image : Couleurs
- Laboratoire : CFI
- Négatif : 35 mm
- Format montage : 35 mm
- Genre : Fantasy

## Distribution

### Voix originales
- John Erwin : Prince Adam / Musclor / Webstor
- Melendy Britt : Princesse Adora / She-Ra / Catra / Mermista
- Alan Oppenheimer : Skeletor / L'Homme d'armes / Zipper
- Linda Gary : Teela / Reine Marlena
- Lana Beeson : Alicia
- George DiCenzo : Hordak / Flechdor / Cutter
- Erika Scheimer : Peekablue / Perfuma / La mère de famille
- R. D. Robb : Miguel